# David Payne (Leichtathlet)

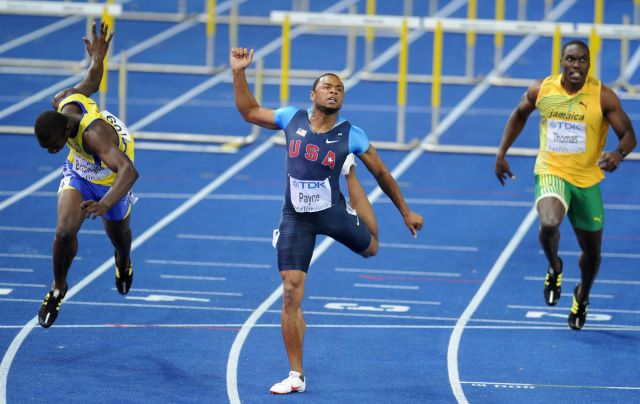
David Payne bei den Weltmeisterschaften 2009 in Berlin

David Thorn Payne (* 24. Juli 1982 in Cincinnati, Ohio) ist ein US-amerikanischer Hürdenläufer, der sich auf die 110-Meter-Strecke spezialisiert hat.
2007 wurde er Vierter der US-Meisterschaften und gewann Silber bei den Panamerikanischen Spielen 2007. Als Ersatzmann für die Weltmeisterschaften in Osaka nominiert, sprang er kurzfristig für den verletzten Dominique Arnold ein und gewann überraschend Bronze mit seiner persönlichen Bestzeit von 13,02 s.
Mit einem dritten Platz bei den US-Ausscheidungskämpfen (Trials) qualifizierte er sich für die Olympischen Spiele 2008 in Peking, bei denen er im Finale nur von Weltrekordler Dayron Robles (CUB) geschlagen wurde und mit einer Zeit von 13,17 s Silber gewann, wobei er eine Hundertstelsekunde Vorsprung vor seinem Landsmann David Oliver auf dem Bronzerang hatte.
Bei den Weltmeisterschaften 2009 in Berlin gewann er in einer Zeit von 13,15 s die Bronzemedaille.
David Payne ist 1,85 m groß, wiegt 81 kg und lebt in Hampton (Virginia).